# Februar 1991
Portal Geschichte | Portal Biografien | Aktuelle Ereignisse | Jahreskalender | Tagesartikel

◄ |
19. Jahrhundert |
20. Jahrhundert
| 21. Jahrhundert

◄ |
1960er |
1970er |
1980er |
1990er
| 2000er | 2010er | 2020er | ►

◄ |
1987 |
1988 |
1989 |
1990 |
1991
| 1992 | 1993 | 1994 | 1995 | ►

◄ |
November 1990 |
Dezember 1990 |
Januar 1991 |
Februar 1991 |
März 1991 |
April 1991 |
Mai 1991 |
►
Dieser Artikel behandelt aktuelle Nachrichten und Ereignisse im Februar 1991.

## Tagesgeschehen

### Freitag, 1. Februar 1991
- Chafdschi/Saudi-Arabien: Der Rückzug der Landstreitkräfte des Irak aus dem Norden Saudi-Arabiens lässt die deutliche Unterlegenheit der irakischen Streitkräfte im Zweiten Golfkrieg gegenüber der US-geführten anti-irakischen Koalition erkennen.[1]

### Dienstag, 5. Februar 1991

Neue Flagge der Aserbaidschanischen SSR

- Baku/Sowjetunion: Die Aserbaidschanische Sozialistische Sowjetrepublik führt die bis 1920 existierende blau-rot-grüne Flagge, die ein Nationalsymbol der Demokratischen Republik Aserbaidschan war, mit geringfügigen Änderungen wieder ein. Die Flagge enthält eine Mondsichel mit Stern, wobei der Stern im Gegensatz zur Hilal des Osmanischen Reichs acht statt fünf Zacken hat.[2]

### Donnerstag, 7. Februar 1991

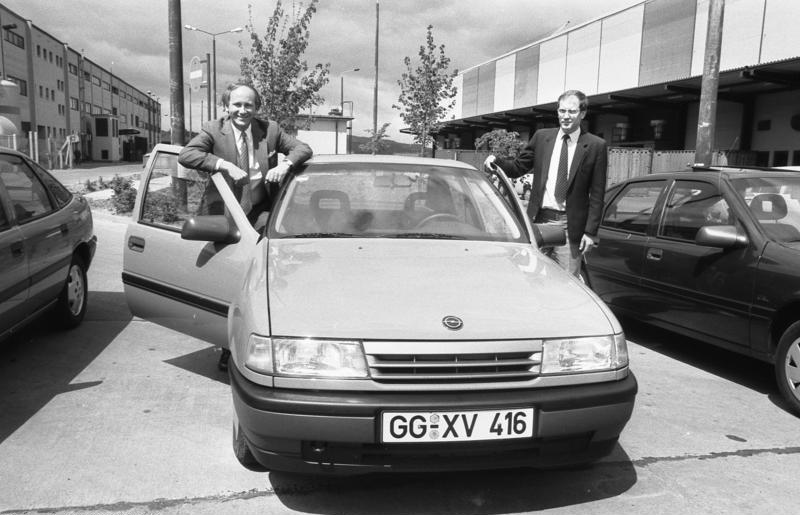
Opel Vectra

- Eisenach/Deutschland: Die Adam Opel AG Eisenach legt den Grundstein für ein neues Automobilwerk. Der Kfz-Hersteller Opel plant am Standort Stedtfeld Investitionen in Höhe von einer Milliarde D-Mark. Das bestehende Werk in Eisenach, in dem seit 1956 Pkw vom Typ Wartburg und seit Oktober 1990 vom Typ Opel Vectra hergestellt werden, soll nach der Fertigstellung des neuen Werks als Fahrzeugmuseum dienen.[3]

### Samstag, 9. Februar 1991

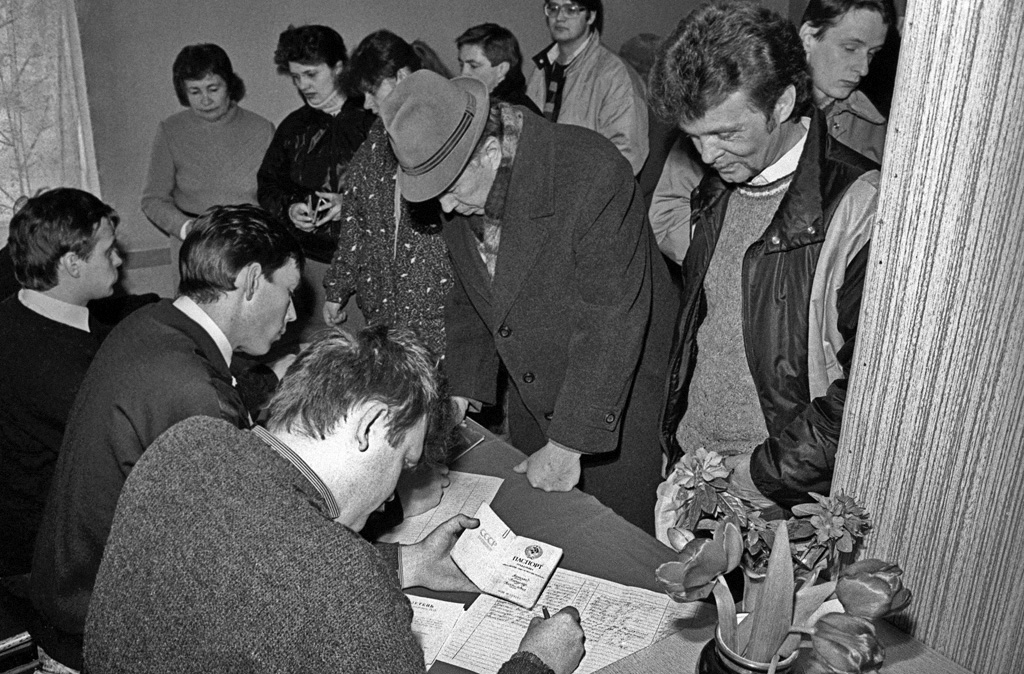
Referendum in der Litauischen SSR

- Lima/Peru: Die Regierung unter Alberto Fujimori ruft den nationalen Gesundheitsnotstand wegen grassierender Cholera aus.[4][5]
- Vilnius/Sowjetunion: Die Bewohner der Litauischen SSR stimmen über die staatliche Unabhängigkeit ihrer Republik ab. Etwa 90 % der Teilnehmer an dem Referendum, das von der Regierung der Sowjetunion für ungültig erklärt wird, befürworten eine litauische Eigenständigkeit.[6]

### Montag, 11. Februar 1991

Euronotruf

- Brüssel/Belgien: Im Rat der Europäischen Gemeinschaften (EG) einigen sich die Vertreter der nationalen Regierungen der EG-Mitgliedstaaten auf die Einführung einer einheitlichen Notruf-Nummer. Über den so genannten „Euronotruf“ 112 sollen sowohl die Polizei als auch die Feuerwehr als auch medizinische Nothelfer alarmiert werden können. Eine Pflicht zur gleichzeitigen Abschaffung der bestehenden länderspezifischen Notrufnummern ist nicht angedacht.[7]

### Mittwoch, 13. Februar 1991
- Bonn/Deutschland: Drei Mitglieder der terroristischen Vereinigung Rote Armee Fraktion feuern in der Nähe der Villa Von-Weiß-Straße 8 in Königswinter mit einem Sturmgewehr vom Typ G1 mehr als 200 Schüsse auf das Schloss Deichmannsaue in Bonn ab, in dem sich die Botschaft der Vereinigten Staaten in der Bundesrepublik befindet. In einem Bekennerschreiben bringen sie zum Ausdruck, dass sie den Krieg der US-geführten Koalition gegen den Irak missbilligen.[8]

### Donnerstag, 14. Februar 1991
- Vallejo/Vereinigte Staaten: Die Polizei durchsucht die Wohnung von Arthur Leigh Allen, um Hinweise zu finden, ob es sich bei dem 57-jährigen Mann um den so genannten „Zodiac-Killer“ handelt, welcher nachweislich fünf Morde beging. Bei der Aktion entdecken die Einsatzkräfte diverse Waffen, aber keine Indizien für Allens Täterschaft. Der Fall des Zodiac-Killers gilt als die opferreichste nicht-aufgeklärte Mordserie der Vereinigten Staaten.[9]

### Freitag, 15. Februar 1991

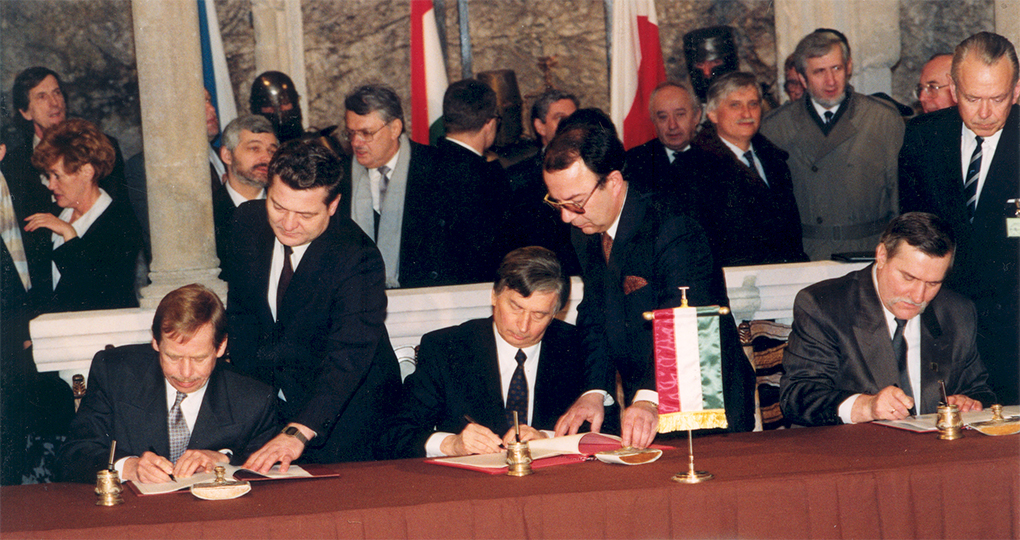
Gründungsakt der Visegrád-Gruppe

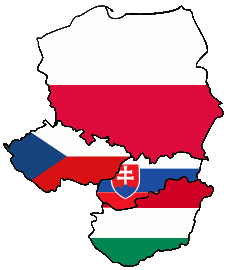
Mitgliedstaaten der Visegrád-Gruppe

- Berlin/Deutschland: Die 41. Internationalen Filmfestspiele Berlin werden mit dem Film Uranus des französischen Regisseurs Claude Berri eröffnet.[10]
- Visegrád/Ungarn: Die Vertreter der Staaten Polen, Tschechoslowakei und Ungarn beschließen ein Freihandelsabkommen zwischen ihren Ländern. Weitere gemeinsame Ziele der Visegrád-Gruppe sind der Beitritt zu den Europäischen Gemeinschaften und die Mitgliedschaft im Militärbündnis NATO.[11][12]

### Samstag, 16. Februar 1991
- Medellín/Kolumbien: Nach einer Stierkampf-Veranstaltung im Rahmen des La-Candelaria-Festivals bringen Mitglieder der Gang Los Priscos vor der Kampfstätte eine 200-kg-Bombe zur Explosion, um die Ermordung der Anführer ihrer Organisation David Ricardo Prisco und Armando Prisco zu rächen. Dabei sterben je nach Quelle zwischen 22 und 26 Zivilisten beziehungsweise Polizisten.[13]

### Mittwoch, 20. Februar 1991
- New York/Vereinigte Staaten: Bei den 33. Grammy Awards gewinnt der Rapper MC Hammer in den Kategorien Bester Rhythm-and-Blues-Song, Beste Rap-Darbietung eines Solokünstlers und Bestes Musik-Langvideo. Wegen seines anständigen Lebenswandels steht er unter dem Verdacht, ein kommerzielles Produkt von Marketingstrategen zu sein, das sich keine Street Credibility verdient habe.[14]

### Freitag, 22. Februar 1991
- Bagdad/Irak: Das diktatorisch regierende Staatsoberhaupt des Irak Saddam Hussein stimmt im Zweiten Golfkrieg den Forderungen der Sowjetunion zu einem Waffenstillstand zu. Die Vereinigten Staaten als größter militärischer Gegner der Iraker nahmen an den Verhandlungen nicht teil.[15]

### Samstag, 23. Februar 1991

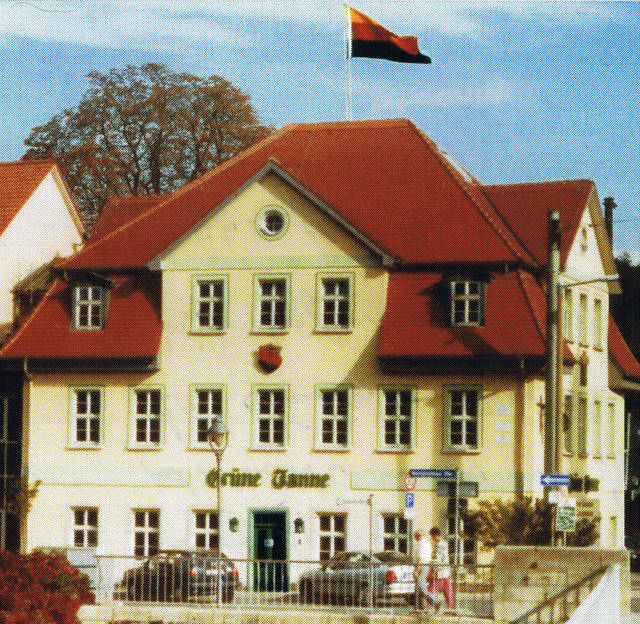
Sitz der Burschenschaft Arminia in Jena

- Bangkok/Thailand: Eine Gruppe aus den Streitkräften um Sunthorn Kongsompong und Suchinda Kraprayoon putscht erfolgreich gegen die 1988 demokratisch gewählte Regierung des Ministerpräsidenten Chatichai Choonhavan von der Thailändischen Nationalpartei. Der unmittelbare Auslöser für die Entmachtung sind Ermittlungen der Justiz gegen die Verantwortlichen der Putschversuche des Militärs von 1981 und 1985.[16]
- Jena/Deutschland: Die Burschenschaft Arminia auf dem Burgkeller kehrt aus Mainz an ihren Gründungsort zurück. Sie steht in direkter Nachfolge der 1815 gegründeten Urburschenschaft, deren Farben 1817 auf dem Wartburgfest als Fahne auftauchten, sich 1918 als Landesfarben des Deutschen Reichs durchsetzten und somit Ursprung der aktuellen Flagge Deutschlands sind.[17]

### Sonntag, 24. Februar 1991
- Irak, Saudi-Arabien: Unter Führung der Vereinigten Staaten dringen im Zweiten Golfkrieg über die gesamte Länge der Grenze zwischen dem Irak und seinem südlichen Nachbarland Saudi-Arabien Bodentruppen der Streitkräfte Ägyptens, Frankreichs, Saudi-Arabiens, Syriens, des Vereinigten Königreichs und hauptsächlich der Vereinigten Staaten auf das Territorium des Irak vor.[18]

### Dienstag, 26. Februar 1991

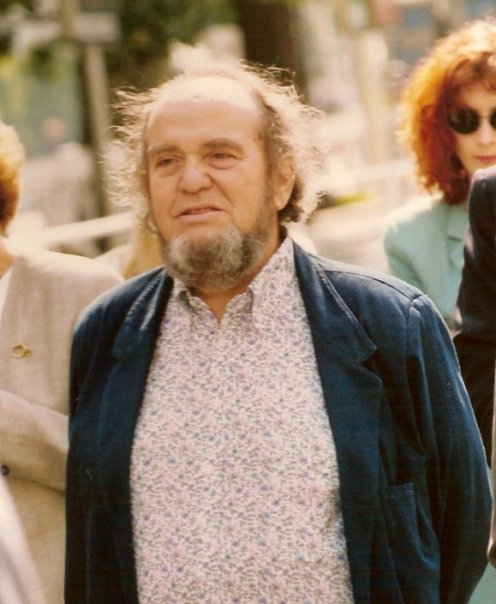
Marco Ferreri

- Bagdad/Irak: Das diktatorisch regierende Staatsoberhaupt des Irak Saddam Hussein ordnet im staatlichen Hörfunk den bedingungslosen Rückzug seines Landes aus dem Nachbarland Kuwait an. Laut Beobachtern wurde ihm klar, dass sich die gegnerische Kriegspartei im Zweiten Golfkrieg nicht auf eine Befreiung Kuwaits beschränken wird, sondern auch die im Irak regierende Baath-Partei zu stürzen versucht.[19]
- Berlin/Deutschland: Die Jury der 41. Internationalen Filmfestspiele Berlin zeichnet den Film Haus der Freuden des italienischen Regisseurs Marco Ferreri als besten Beitrag des Festivals mit dem Goldenen Bären aus.[20]

### Donnerstag, 28. Februar 1991

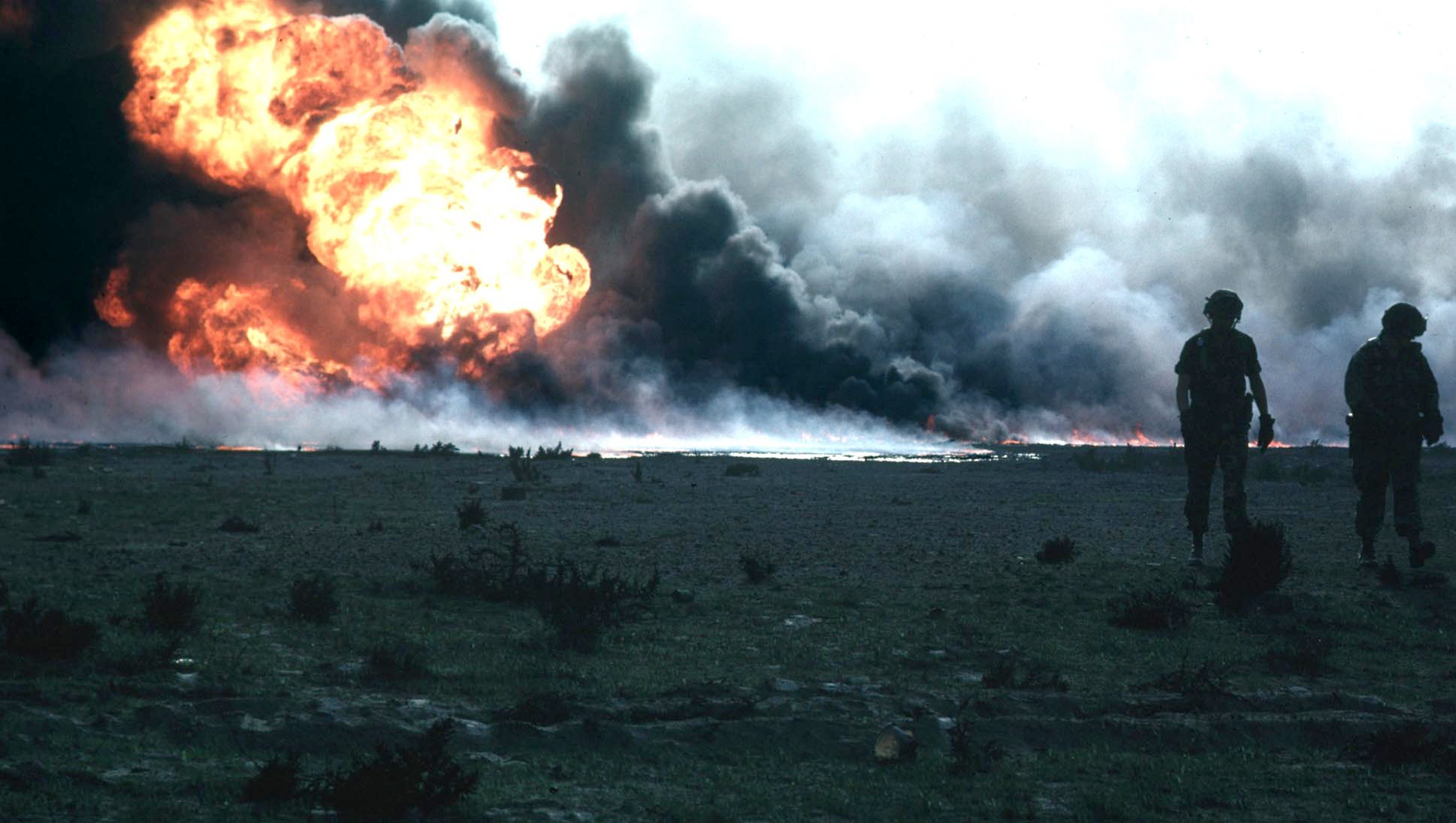
In Brand gestecktes Erdöl in Kuwait

- Kuala Lumpur/Malaysia: In dem Papier Der Weg vorwärts verkündet Premierminister Mahathir bin Mohamad, dass der Staat seine Kräfte bündeln werde, damit Malaysia bis zum Jahr 2020 in die Riege der größten Industriestaaten aufsteigt, auf Augenhöhe mit Japan oder Deutschland.[21]
- Kuwait: Die letzten Truppen der irakischen Streitkräfte verlassen das Land, damit ist der Zweite Golfkrieg beendet. Die Iraker entfachten in Kuwait zuletzt enorme Brände, als sie auf ihrem Rückzug Erdöl in Brand steckten. Die Brandlöschung bleibt Kuwait zum Teil verwehrt, da für großflächig brennende Erdölfelder keine Löschmethode existiert.[22]